# 粉嶺公立學校

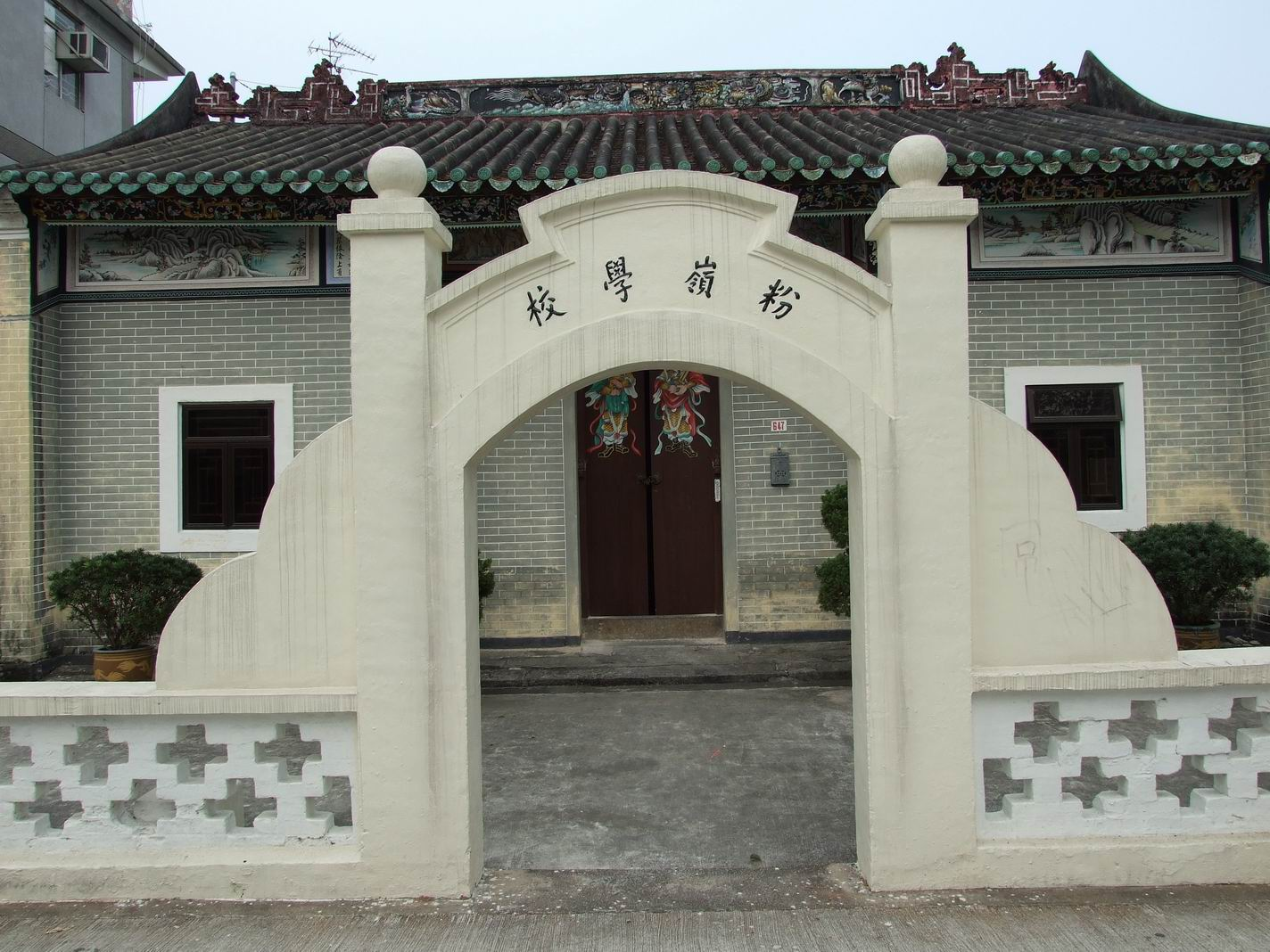
思德書室

粉嶺公立學校（英語：Fanling Public School）是香港新界北區粉嶺的一所津貼小學，創立於1936年，位於粉嶺村，鄰近粉嶺站。學校創校89年，前身是粉嶺村中的家塾思德書室，位於粉嶺村的家祠。學校早期主要為粉嶺圍的村民提供教育服務，及後因應粉嶺區的地方發展，遷入居住的人口漸多，才逐漸擴展至整個北區的學生。1957年時搬至鄰近的新校舍，及至1999年新翼大樓建成，設有音樂舞踏室、中央圖書館、多媒體教室及活動室，配合時代的需要，繼續為學生提供優質的教育。學校佔地1.1萬平方米，地方寬廣。校園寬廣清幽，為學生提供舒適寧靜的學習環境。
學校於2000年被教育統籌局挑選作為第一批資訊科技教育卓越中心。2004年獲挑選成為香港第一所擔任資訊科技學習中心的小學。
現時全校總共有15班，學生600人，比去年大幅增加百多人。從2007年度開始，所有班級都已轉為全日制。

## 校訓
秉承校訓「勤、誠、禮、愛」的精神，推行全人教育，啟發學生潛能，讓學生在優美的環境中愉快地學習，全面汲取知識，掌握技能，成為一個具有良好美德、高尚人格及積極人生觀的良好公民。

## 歷史
學校前身是思德書室，原是粉嶺村彭姓家祠的私塾。1936年，彭富華接辦學校，除了把課程由原來的舊式教育改為新式教育以外，亦向政府提呈申請資助，及改名為粉嶺學校。粉嶺學校是當年新界屈指可數接受政府資助的津貼學校之一。當時全校只有百多名學生，就擠在祠堂內上課。
1941年香港事變，日本南侵香港。根據學校的紀錄學校被迫停辦，但亦有其他資料指這時間學校改用日語上課。不過，由於當時學校與政府的師範學校合作，由粉嶺公立學校開辦小一至小四，師範學校開辦小五至小六，所以實際上任教的是哪些班級，我們不得而知。不過，到了1945年香港重光，學校恢復上課，並把學年由過去於春季開始，改為跟隨西式校季，於秋季開始。
1956年，學校開始籌建新校舍。學校除了得到村民捐助位於祠堂旁的土地以外，還得到政府資助75,000元，連同其他村民鄉紳的捐助，總共籌得18萬元。不過到1957年春季校舍落成時，發現總開支超過20萬，所以要額外尋求捐助。根據學校在2004年暑假翻新時，發現校舍全部都由麻石所建造，所以不單冬暖夏涼，而且十分耐用。這時，學校上、下午班共20班，有800多名學生上課，大大超出過去的規模。因為新校舍得到政府資助，所以學校亦改名為粉嶺公立學校。
1960年代開始，由於學校報讀的學生不斷增加，使課室嚴重不足，學校需要把禮堂劃成三間課室。學校向政府要求撥款興建新課室，但直到1971年，才籌得資金與建現時一年級的三家課室。
主權移交之前數年，由於有不少新移民及港人在內地的子女遷往北區居住，使學生人數大幅上升，學校需要多次加建，以應乎需求。根據教育統籌局在1992年至1994年的統計(PDF,p.12/228) （页面存档备份，存于），當時學校全校總共約有700名學生，是北區村校之冠。1999年，學校得到教育署的「校舍改善工程計劃」資助，得以在學校足球場旁的草地興建一座三層高的建築物，設有中央圖書館、電腦室、會議室、多用途活動室、音樂室、舞蹈室和教員休息室。
不過主權移交之後，由於出生人口大減，加上政府要求釋法，使合資格來港的移民大減，令北區的適齡學童大減。不少學校都面臨停辦的危機。學校這時轉往資訊科技教學發展，以改善教學，不單使學生流失減少，更使學校成為北區的資訊科技教育卓越中心之一。

## 現狀
學校位於粉嶺粉嶺村內，佔地12萬平方尺，地方寬廣。校園寬廣清幽，為學生提供舒適寧靜的學習環境。全校總共有合資格課室13個，都已安裝有電腦、多媒體器材、29吋電視機、銀幕及投映機。此外，學校設有完善的內聯網系統連接各個課室，更設有實物投影機、高映機、電腦投影機、電動銀幕、數碼攝錄機、數碼顯微鏡及10塊互動電子白板，老師可以隨時在課室內使用多媒體教學。
校內有一個標準足球場、籃球場、羽毛球場、排球場、田徑跑道、跳遠沙池、草坪及花圃。新翼樓高三層，設有升降機，有兩間電腦室，各自可容納40名學生，並安裝有多媒體軟硬件，以供學校及社區學員使用。另外有音樂及舞蹈室、活動室、教員休息室、學生輔導及會客室和中央圖書館等多個特別室。全校所有課室及特別室均裝有空調。學校的大禮堂可容納500人，可作日常課外活動、集會及體育用途。禮堂於2007年初進行裝修，並加裝空調設備；學校計劃於2009年暑假進行衛生設備升級工程。

### 社區聯繫
作為地區學校的資訊科技學習中心，學校會定期為學生家長及社區婦女提供免費電腦課程，從最簡單的開機、關機，到文書處理課程，每一期均得到學員踴躍支持。

## 歷任校監
- 彭富華先生
- 彭鏗然先生
- 彭鏘然先生

## 歷任校長
- 校長：彭富華先生（校監兼校長）、周炳炎先生（1973年繼任）、吳源順先生、梁榮耀先生、鄭家瑞先生、區維樑先生、區杞森先生、李穗波先生、余美賢女士
- 副校長：梁榮耀先生、鄭家瑞先生、區維樑先生、羅永忠先生、何澤沼先生、區杞森先生、彭麗萍女士、林宇輝先生、邱月華女士

## 著名/傑出校友
教育、醫學界
- 楊祖漢：大教授，宋明理學專家
- 李榮基：前香港中文大學物理系教授，激光專家
- 區初輝：香港中文大學社工系教授
- 冼周的兒：香港教育統籌局首席督學
- 梁淑芳：香港中文大學醫學院婦產科講師
- 王永雄：香港中文大學通識教育基礎課程副主任 （页面存档备份，存于）

體育界
- 梁能仁：前香港著名足球員
- 袁振昇：香港足球運動員[2]

文化、演藝界
- 梁仲基：著名漫畫家
- 簡慕華：前香港女演員
- 李寶龍：前台灣藝人
- 袁澧林：香港女藝人及模特兒
- 李默：香港女作家
- 戴祖儀：香港女藝人
- 梁敏巧：香港女藝人[3]

政界
- 蘇西智：前任北區區議會主席、前北區區議員（彩園選區）

## 其他
早期課程設有農村常識，校內還設有農場讓學生實習農務，1960年代主要由容德沛老師負責。

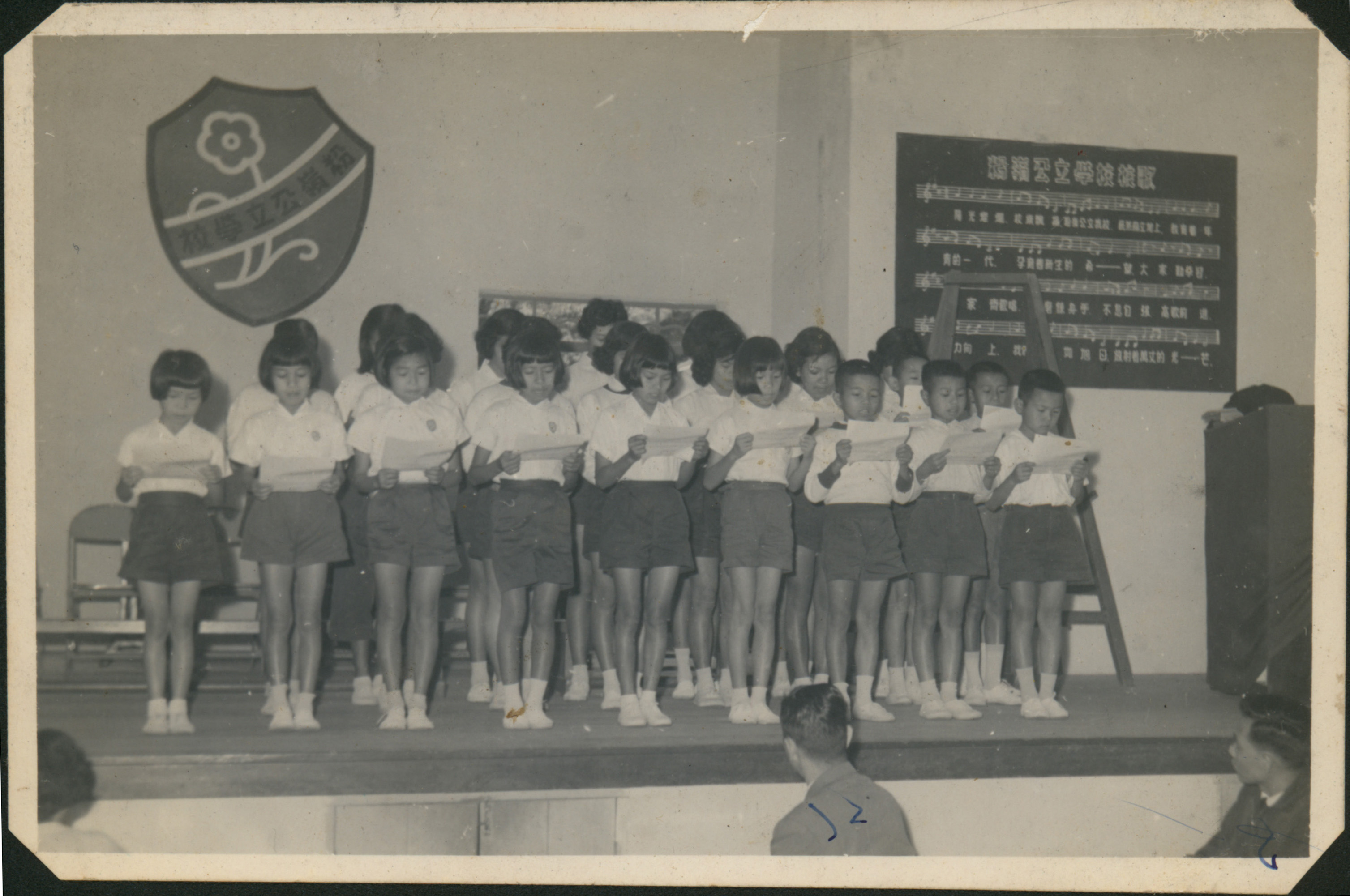
1959年在禮堂的歌唱比賽，評判是凌遠揚和鄭家瑞兩位老師。鄭老師後來成為了學校的校長。
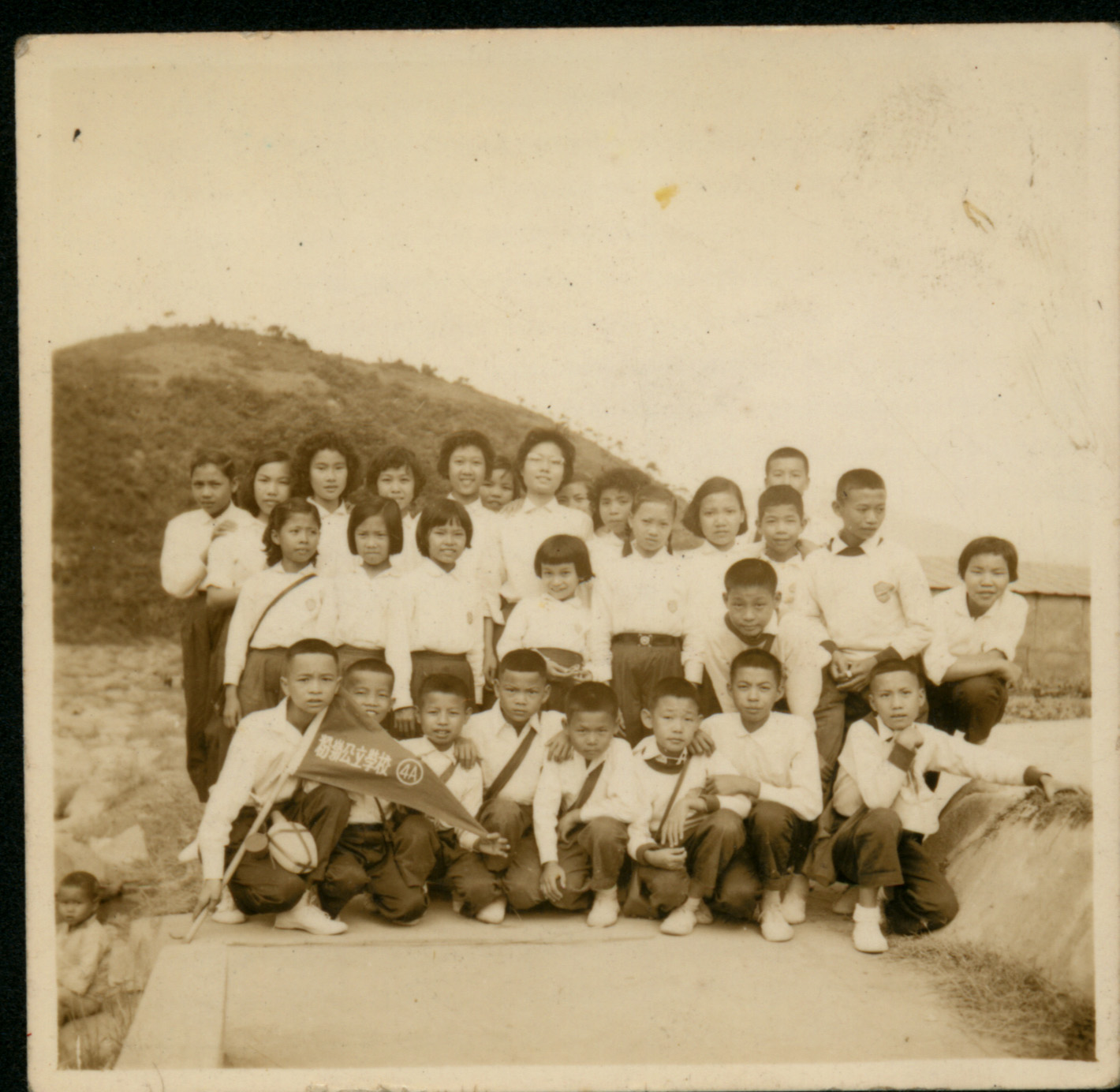
1959年到大埔桃源洞旅行